# Mistrzostwa Europy w Łyżwiarstwie Szybkim na Dystansach 2024
4. Mistrzostwa Europy w Łyżwiarstwie Szybkim na Dystansach 2024 – zawody w łyżwiarstwie szybkim, które odbyły się w dniach 5–7 stycznia 2024 r. w holenderskim mieście Heerenveen w hali Thialf. Rozegranych zostało po siedem konkurencji dla kobiet i mężczyzn.

## Klasyfikacja medalowa
*   Gospodarz ( Holandia)
| Miejsce | Reprezentacja | Złoto | Srebro | Brąz | Razem |
| ------- | ------------- | ----- | ------ | ---- | ----- |
| 1       | Holandia*     | 10    | 7      | 5    | 22    |
| 2       | Norwegia      | 2     | 1      | 4    | 7     |
| 3       | Polska        | 1     | 1      | 1    | 3     |
| 4       | Belgia        | 1     | 0      | 0    | 1     |
| 5       | Włochy        | 0     | 2      | 1    | 3     |
| 6       | Austria       | 0     | 1      | 2    | 3     |
| 7       | Niemcy        | 0     | 1      | 0    | 1     |
| 7       | Estonia       | 0     | 1      | 0    | 1     |
| 9       | Szwajcaria    | 0     | 0      | 1    | 1     |
| Razem   | Razem         | 14    | 14     | 14   | 42    |

## Medaliści i medalistki
| Konkurencja      | Złoto                                                              | Srebro                                                                           | Brąz                                                                  |
| Kobiety          |                                                                    |                                                                                  |                                                                       |
| 500 metrów       | Femke Kok                                                          | Jutta Leerdam                                                                    | Vanessa Herzog                                                        |
| 1000 metrów      | Jutta Leerdam                                                      | Antoinette de Jong                                                               | Vanessa Herzog                                                        |
| 1500 metrów      | Antoinette de Jong                                                 | Marijke Groenewoud                                                               | Joy Beune                                                             |
| 3000 metrów      | Marijke Groenewoud                                                 | Irene Schouten                                                                   | Ragne Wiklund                                                         |
| Start masowy     | Marijke Groenewoud                                                 | Irene Schouten                                                                   | Francesca Lollobrigida                                                |
| Bieg drużynowy   | Holandia · Joy Beune · Irene Schouten · Marijke Groenewoud         | Niemcy · Josephine Schlörb · Josie Hofmann · Lea Sophie Scholz                   | Szwajcaria · Jasmin Güntert · Kaitlyn McGregor · Ramona Härdi         |
| Sprint drużynowy | Holandia · Marrit Fledderus · Femke Kok · Antoinette de Jong       | Polska · Karolina Bosiek · Andżelika Wójcik · Iga Wojtasik                       | Norwegia · Carina Jagtøyen · Martine Ripsrud · Julie Nistad Samsonsen |
| Mężczyźni        |                                                                    |                                                                                  |                                                                       |
| 500 metrów       | Jenning de Boo                                                     | Marten Liiv                                                                      | Marek Kania                                                           |
| 1000 metrów      | Kjeld Nuis                                                         | Jenning de Boo                                                                   | Tim Prins                                                             |
| 1500 metrów      | Peder Kongshaug                                                    | Kjeld Nuis                                                                       | Patrick Roest                                                         |
| 5000 metrów      | Patrick Roest                                                      | Davide Ghiotto                                                                   | Sander Eitrem                                                         |
| Start masowy     | Bart Swings                                                        | Gabriel Odor                                                                     | Allan Dahl Johansson                                                  |
| Bieg drużynowy   | Norwegia · Sander Eitrem · Peder Kongshaug · Sverre Lunde Pedersen | Włochy · Andrea Giovannini · Davide Ghiotto · Michele Malfatti                   | Holandia · Marcel Bosker · Bart Hoolwerf · Chris Huizinga             |
| Sprint drużynowy | Polska · Marek Kania · Piotr Michalski · Damian Żurek              | Norwegia · Pål Myhren Kristensen · Bjørn Magnussen · Håvard Holmefjord Lorentzen | Holandia · Stefan Westenbroek · Jenning de Boo · Wesly Dijs           |